# Pseudopothyne luzonica
Pseudopothyne luzonica är en skalbaggsart som beskrevs av Stefan von Breuning 1960. Pseudopothyne luzonica ingår i släktet Pseudopothyne och familjen långhorningar.
Artens utbredningsområde är Filippinerna. Inga underarter finns listade i Catalogue of Life.